# 代替的作為義務
代替的作為義務（だいたいてきさくいぎむ）とは、他人が代わってなすことのできる行為を内容とする義務のことである。

## 概説
本来、義務が生じている本人ではなく、親族や代理人など、本人以外の他人であっても、その義務を代わりになすことができる。この対義語を不代替的作為義務といい、本人以外になすことのできない義務のことを指す。

## 民事上の代替的作為義務
民事上の代替執行の方法により強制執行をなしうる債権を、代替的作為義務と呼び、例えば次のものが挙げられる。
- 一般的な建物の建築[3]
- 一般的な動産・不動産の修繕・修復の債務[4]
- 建物収去の債務
- 看板や廃棄物の撤去の債務
- 庭の清掃の債務
- 貨物運送の債務

他